# Xavier Bichat
Pour les articles homonymes, voir Bichat.
Marie François Xavier Bichat, né le 14 novembre 1771 à Thoirette (royaume de France) et mort le 22 juillet 1802 à Paris, est un médecin et anatomo-pathologiste français.

## Biographie
Il commence ses études médicales à Lyon, sous la direction de Marc-Antoine Petit (1766-1811), et quitte cette ville lors du siège de 1793, pour les terminer à Paris. Pierre-Joseph Desault, dont il suit assidûment les leçons, ne tarde pas à le distinguer ; Bichat devient son ami, l'aide dans ses travaux, parachève et publie ses œuvres après sa mort (1795).
Il est nommé professeur en 1797 attirant un auditoire nombreux. En 1800, il est nommé médecin de l'Hôtel-Dieu, à peine âgé de 29 ans. Remplissant cette double fonction, il fait des recherches anatomiques importantes et publie des ouvrages marquants, notamment Anatomie descriptive pour lequel il a disséqué près de 600 cadavres et été surpris de nuit à voler des sépultures dans le cimetière Saint Roch afin de s'approvisionner. Il meurt le 22 juillet 1802 au 14 rue Chanoinesse d'une fièvre typhoïde due à une piqûre anatomique, que Bichat reçut pendant une dissection  à l'âge de 30 ans. Bichat est d'abord enterré au cimetière de Sainte-Catherine. Après la fermeture de celui-ci en 1824, sa sépulture est transférée au cimetière du Père-Lachaise, le 16 novembre 1845.

## Travaux
Rénovateur de l'anatomie pathologique, il étudie, à travers l'autopsie et l'expérimentation physiologique, le rôle des tissus comme unités anatomiques fondamentales pour l'explication des propriétés physiologiques et des modifications pathologiques de l'organisme.
Bichat adopta les idées de Théophile de Bordeu et de Paul Joseph de Barthez sur la force vitale, mais en distinguant la vie animale de la vie organique : il plaça spécialement cette dernière dans les tissus qui enveloppent les viscères et rechercha le mode de vitalité propre à chaque tissu. Il finit par identifier 21 tissus différents.
« Le physiologiste Bichat, gloire de l'École de Paris (1771-1802), n'était pas romantique, mais vitaliste ; en réaction contre le physicalisme matérialiste ambiant, il professait la spécificité irréductible de la vie, faussée par la méthode d'analyse et le vocabulaire utilisé pour l'étude des phénomènes vitaux ». Bichat, mort en 1802, ne peut pas savoir que le parti pris antiphysicaliste dont il évoque la possibilité est justement celui qu'adopte à la même époque la Naturphilosophie romantique à l'école de Schelling.

## Œuvres et publications
Père de l'histologie moderne, il lègue à la postérité quatre ouvrages fondamentaux :
- Traité des membranes en général et de diverses membranes en particulier, Richard, Caille et Ravier (Paris), 1799, [avec plusieurs rééditions ultérieures et posthumes][a].
- Recherches physiologiques sur la vie et la mort (1800), où il décrit de manière saisissante la manière dont la mort se propage entre les organes, et dont on retient l'aphorisme suivant : « La vie est l'ensemble des fonctions qui résistent à la mort ».
- Anatomie générale appliquée à la physiologie et à la médecine, 4 volumes in-8, Brosson, Gabon (Paris), 1801
- Anatomie descriptive, 1801-1803, 5 volumes in-8, dont les trois derniers furent publiés après sa mort par Matthieu-François-Régis Buisson[b] et Philibert Joseph Roux.

Il a laissé en outre des manuscrits dont l'Académie de médecine a fait l'acquisition en 1833.
François Magendie a recueilli ses Opuscules en 1827.

## Éponymie
Les boules graisseuses de Bichat, appelées « Bichat's (buccal) fat pads » en anglais, sont deux boules dans chaque joue, particulièrement développées chez les bébés et constituées de tissu adipeux (graisse). Elles sont situées entre les muscles superficiels et profonds de la joue, à savoir entre les muscles du masséter et du buccinateur. Ce sont les boules de Bichat qui donnent aux joues leur forme arrondie. Elles n'ont pas seulement une fonction esthétique, mais jouent un rôle important dans le maintien du vacuum dans la bouche du bébé lors de la tétée ; elles confèrent une stabilité latérale à la bouche du bébé lorsqu'il est au sein.

## Hommages

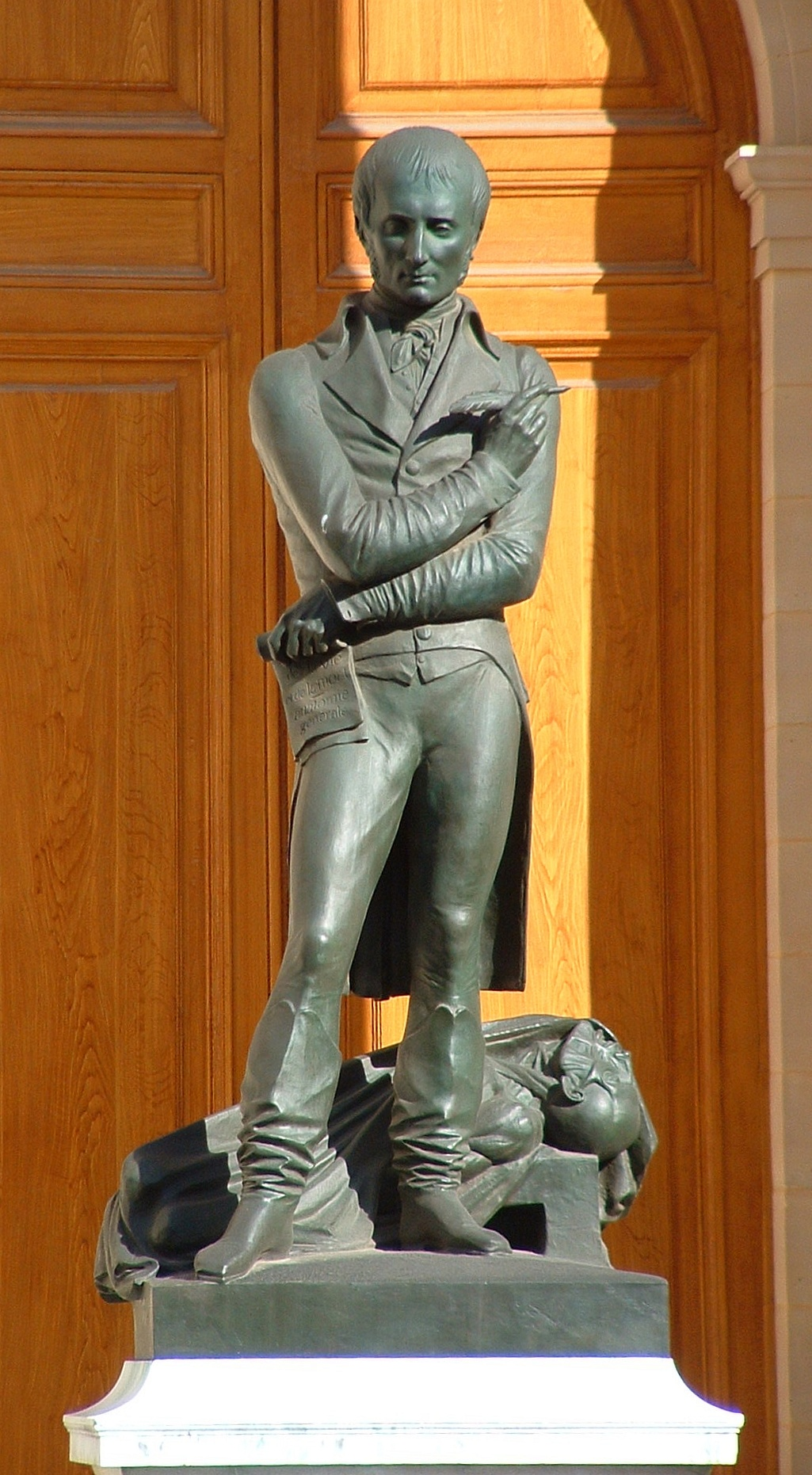
Statue par David d'Angers dans la cour de l'université Paris Descartes.

Corvisart, dans une lettre à Napoléon 1er, lui a rendu cet hommage à sa mort : « Personne en si peu de temps n'a fait autant de choses et si bien ».
Au XXe siècle l'extension et la modernisation de l'hôpital Claude-Bernard à Paris aboutit à la création d'un nouvel ensemble hospitalo-universitaire qui fut nommé hôpital Bichat-Claude-Bernard.
Il fait partie des soixante-douze savants dont le nom est inscrit sur la Tour Eiffel.
Auguste Comte lui dédie le treizième et dernier mois du calendrier positiviste, consacré à la science moderne.
Une médaille posthume à l'effigie de Bichat a été réalisée par le graveur L. Dubour dans la première moitié du XIXe siècle. Un exemplaire en est conservé au musée Carnavalet (ND 181).
Le fronton du Panthéon porte son effigie.
La poste française l'a honoré d'un timbre de 30 F + 10 F, dessiné et gravé en taille-douce par Albert Decaris, émis en 1959.
En 1932, la partie ouest de la rue Marc-Antoine-Petit à Lyon est renommée en son honneur.
Le lycée général et technologique de la ville de Nantua porte son nom.